# 愛のうた、パリ
『愛のうた、パリ』（仏：Les chansons d'amour、英：Love Songs）は、2007年に製作されたフランス映画。
日本では、2007年、第12回 「カイエ・デュ・シネマ週間」（10月11日、12日）にて、『ラブ・ソング』のタイトルで上映された。 
2008年（第17回）東京国際レズビアン&ゲイ映画祭（7月12日、19日）にて上映された。

## ストーリー
この映画は、ジャック・ドゥミ監督のミュージカル映画『シェルブールの雨傘』に倣い、「旅立ち」「不在」「帰還」の三部構成となっている。

## キャスト
- イスマエル：ルイ・ガレル
- ジュリー：リュディヴィーヌ・サニエ
- アリス：クロティルド・エスム
- ジャンヌ（ジュリーの姉）：キアラ・マストロヤンニ
- ジュリーの母：ブリジット・ルアン（フランス語版）
- グエンダル：ヤニック・レニエ（フランス語版）
- ユワン：グレゴリー・ルプリンス＝リング（フランス語版）
- ウィリアム・レメルジ
- アナベル・エトマン
- ガエル・モレル（クレジットなし）